# 1973年マウンテンビュー空中衝突事故
1973年マウンテンビュー空中衝突事故（1973ねんマウンテンビューくうちゅうしょうとつじこ）は、1973年4月12日に発生した航空事故である。モフェット・フェデラル飛行場を離陸しテストを行っていたNASAのコンベア990-30A-5が、同空港を離陸し、訓練飛行を行っていたアメリカ海軍のロッキード P-3 オライオンと空中衝突した。事故に因り、P-3に搭乗していた1人を除く両機の搭乗者16人が死亡した。
この事故は、CV-990として5番目の死亡事故となったが、以降同型機の死亡事故は発生していない。また、NASAが保有する中・大型の航空機で発生した唯一の死亡事故である。

## 事故の経緯
NASAが保有する、コンベア990-30A-5（N711NA、以下CV-990）は、測量機器のテストのためモフェット・フェデラル飛行場を離陸した。CV-990には、8人の研究者と3人の乗員が搭乗しており、モントレー湾上空でテストを行っていた。
一方、アメリカ海軍が保有するロッキード P-3 オライオン（157332、以下P-3）は、CV-990と同じくモフェット・フェデラル飛行場を離陸し、付近で訓練飛行を行っていた。P-3は、1時間半ほどタッチアンドゴーの訓練を行っており、空港の西側で左旋回していた。
14時46分、CV-990は管制官と交信をし、飛行場から南に10マイル離れた地点を飛行していると報告した。またパイロットは、モフェット・フェデラル飛行場への直線進入を要求した。管制官は、滑走路32Rへの進入を許可し、7マイル手前で報告するよう指示した。2分後、P-3が降着装置を降ろした状態で、飛行場付近を旋回していると報告した。その後、滑走路32Lへの進入経路に入ったと管制官に伝えた。14時49分、管制官はCV-990に対して滑走路32Lへの着陸を許可した。CV-990のパイロットらは、滑走路の変更に対して疑問は持たなかった。
高度300フィート (91 m)で、両機は空中衝突した。P-3の胴体上部と尾部にCV-990が衝突し、どちらの機体も操縦不能に陥った。両機とも滑走路から0.3マイル手前のサニーベール・ゴルフコースに墜落し、炎上した。P-3に搭乗していた乗員1人が重傷を負いながらも救出されたが、P-3に搭乗していた5人とCV-990の11人、計16人が死亡した。唯一の生存者は22歳のアメリカ海軍の兵士だった。墜落の衝撃により機外に投げ出され、脊椎骨折や脳震盪などの重傷を負った。
事故後、付近のベイショア・フリーウェイは3時間閉鎖された。

## 事故調査
事故原因として、管制官のミスが挙げられた。当初、CV-990に対して滑走路32Rへの着陸許可を出し、P-3に対しては滑走路32Lへの着陸許可を出していた。しかし、P-3が滑走路32Lへの進入を開始したあとで、CV-990へ滑走路32Lへの着陸を許可した。CV-990のパイロットらは疑問を持たず、変更の理由を管制官に聞かなかった。また、両機のパイロットとも、互いを回避することが出来なかった。